# Shelter (Andreas)
Shelter is een kunstwerk in Amsterdam Nieuw-West.
Het ontwerp van het beeld is afkomstig van kunstenaar Tony Andreas. Het laat een niet aaneengesloten tent zien, het is een schuilplaats (to shelter is schuilen). Andreas liet eerst een exemplaar van aluminium neerzetten; deze variant werd opgenomen in de collectie van Kröller-Müller Museum. Een tweede versie, dit maal van cortenstaal werd in 1974 door de gemeente Amsterdam aangekocht voor 25.000 gulden. Het werd geplaatst voor de Bijlmerhorstschool in Bijlmermeer. Het plein voor die school werd begin jaren tachtig opnieuw betegeld waarbij het kunstwerk verplaatst moest worden. De school gaf toen aan dat zij het beeld liever zagen vertrekken. Zij gaven dit aan bij de gemeente, die vervolgens het bestratingbedrijf verzocht het beeld af te voeren. Het bedrijf verkocht het als schroot door. De kunstenaar en diensten zich bezighoudende met kunst wisten echter van niets. Andreas voelde zich in zijn eer aangetast. Hij eiste een schadevergoeding van 25.000 gulden aan de gemeente en eiste daarbij tevens dat hij een nieuw exemplaar mocht maken.
In 1992 werd de nieuwe cortenstalen versie in Amsterdam Nieuw-West geplaatst, die in 2005 verhuisde naar een groenstrook op de kruising Plesmanlaan en Christoffel Plantijnpad. Nabij het beeld stroomt het water in de duiker onder brug 712.

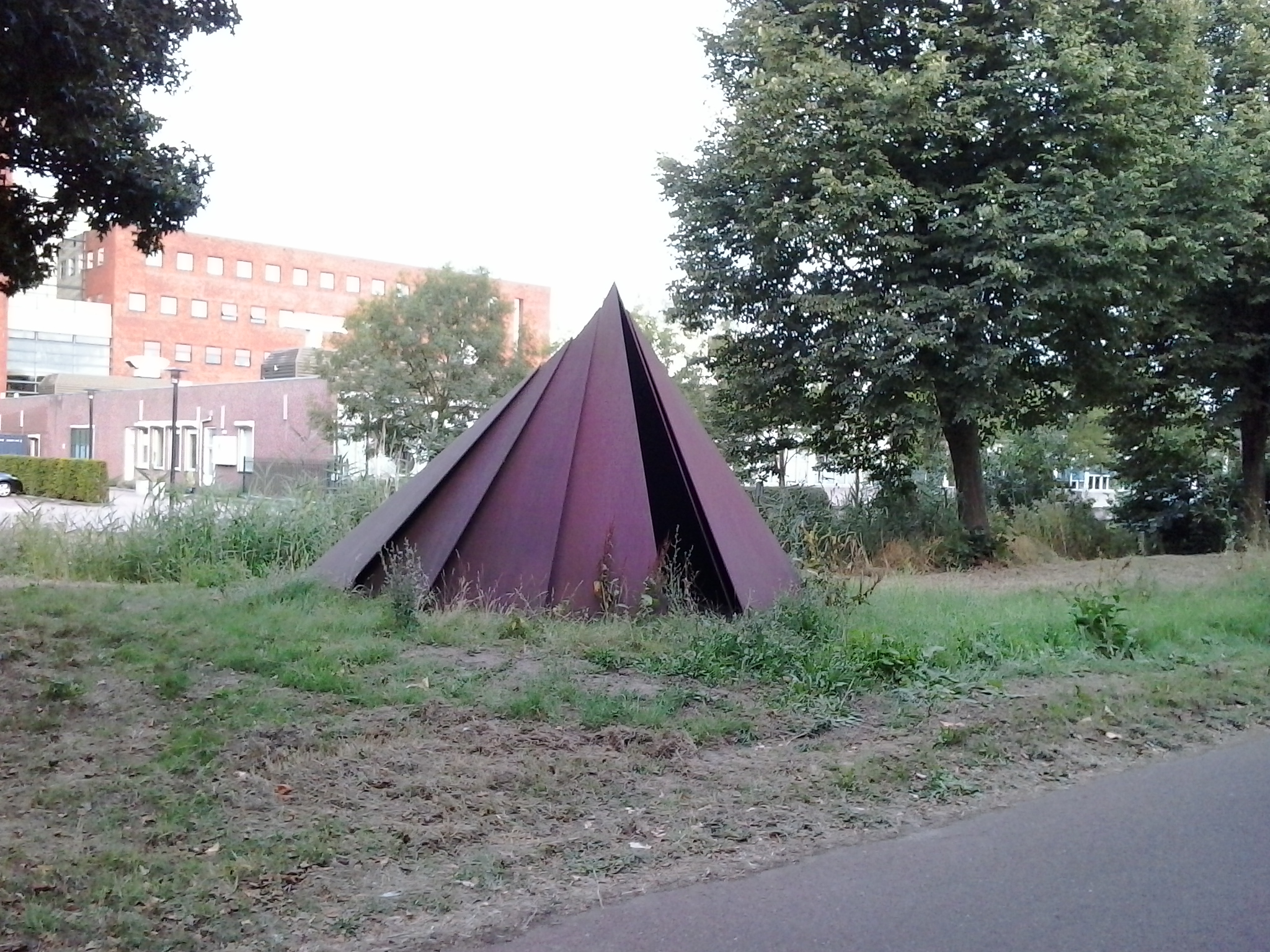
Shelter (2011)

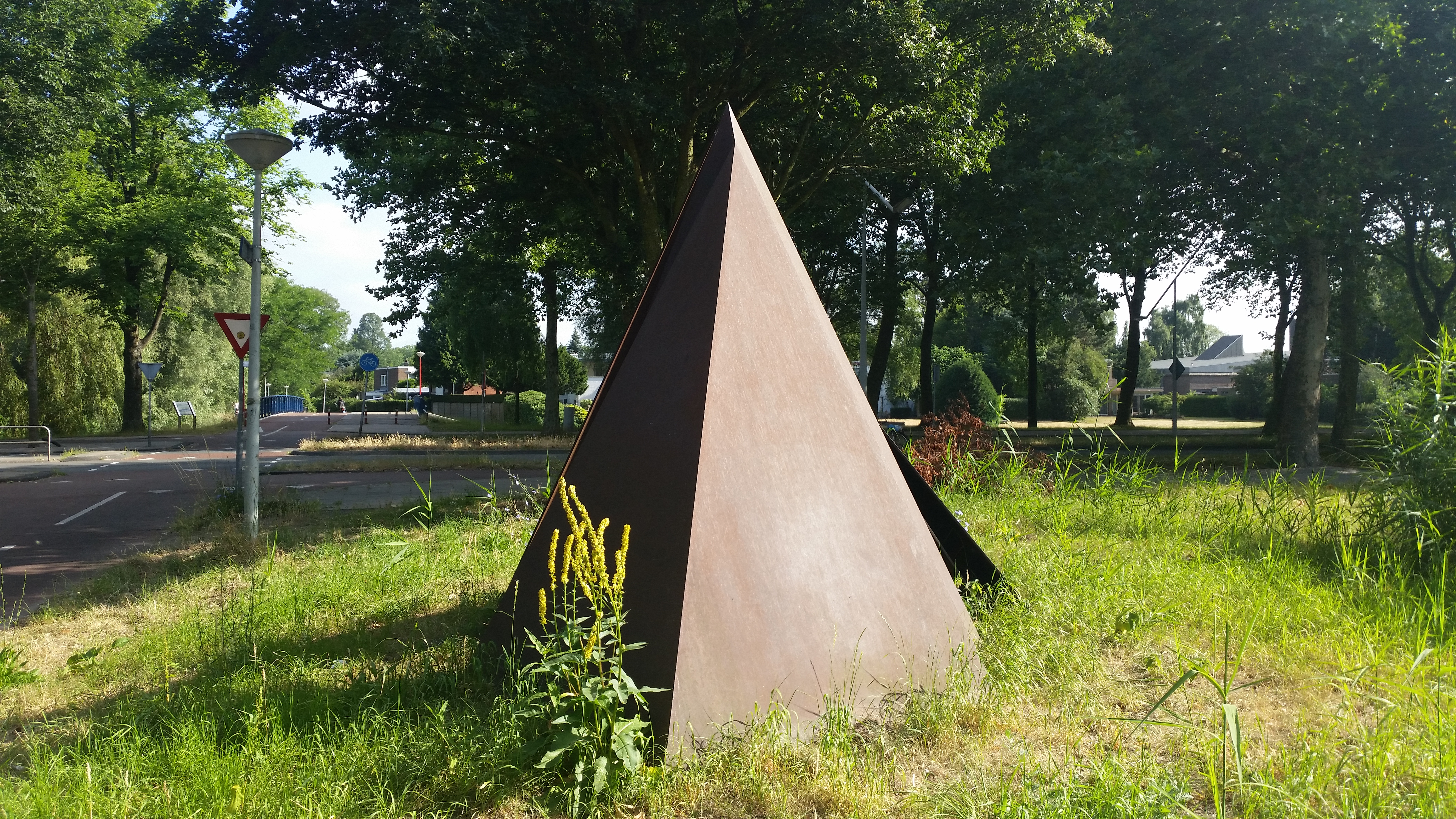
Shelter (2018)